# Les Bâtisseurs
Les Bâtisseurs (“I costruttori”) è un film documentaristico francese del 1938, diretto da Jean Epstein, realizzato per la federazione sindacale francese CGT.

## Trama
Due lavoratori, addetti al restauro, su un’alta impalcatura della cattedrale di Chartres, parlano della storia della sua costruzione, e della grande quantità di forza lavoro che è stato necessario impiegare. Il discorso si allarga all’architettura monumentale francese, realizzata da anonimi lavoratori inizialmente per nobili, re ed imperatori, e ai lavori pubblici più recenti.
Auguste Perret parla della situazione contemporanea (dell’epoca) dell’architettura e dei nuovi innovativi materiali impiegati, mentre Le Corbusier espone la propria concezione dell’urbanistica, mentre viene anche affrontata la problematica della connessione fra lavori edili e salute pubblica.
Il sindacalista Léon Jouhaux, futuro premio Nobel per la pace  (nel 1951) legge un proprio discorso.
Dopo una breve spiegazione sul funzionamento del sindacato sono riportate parti di una riunione della commissione esecutiva e della relativa discussione.
Infine vengono mostrate diverse fasi di svariati tipi di lavoro di costruzione.